# Tarantula (álbum de Ride)
Tarantula es el cuarto álbum de estudio de la banda de rock británica Ride, el que fue lanzado en marzo de 1996, poco después de la separación del grupo. El álbum fue eliminado del catálogo de Creation Records solo una semana después de su lanzamiento.
Este es también el único álbum de Ride en el que la participación vocal de Andy Bell supera a la del vocalista regular, Mark Gardener, debido al conflicto interno previo a su ruptura.

## Lista de canciones
Todas las canciones escritas y compuestas por Andy Bell, excepto donde está indicado. Todas las canciones son con Andy Bell como vocalista principal, excepto donde está indicado. 
| Álbum original |                           |                            |                                  |           |          |  |
| N.º            | Título                    | Letras                     | Música                           | Vocalista | Duración |  |
| 1.             | «Black Nite Crash»        |                            |                                  |           | 2:34     |  |
| 2.             | «Sunshine/Nowhere to Run» |                            |                                  |           | 4:48     |  |
| 3.             | «Dead Man»                |                            |                                  |           | 3:34     |  |
| 4.             | «Walk on Water»           |                            |                                  |           | 4:20     |  |
| 5.             | «Deep Inside My Pocket»   | Mark Gardener, Jack Rieley | Gardener                         | Gardener  | 5:24     |  |
| 6.             | «Mary Anne»               |                            |                                  |           | 6:49     |  |
| 7.             | «Castle on the Hill»      |                            |                                  |           | 3:17     |  |
| 8.             | «Gonna Be Alright»        | Loz Colbert                | Colbert, Bell                    |           | 2:52     |  |
| 9.             | «The Dawn Patrol»         |                            |                                  |           | 4:04     |  |
| 10.            | «Ride the Wind»           | Colbert                    | Colbert, Gardener, Steve Queralt | Gardener  | 3:45     |  |
| 11.            | «Burnin'»                 |                            |                                  |           | 5:17     |  |
| 12.            | «Starlight Motel»         |                            |                                  |           | 3:33     |  |

| Bonus tracks |                           |          |          |           |          |  |
| N.º          | Título                    | Letras   | Música   | Vocalista | Duración |  |
| 13.          | «Nothing Lasts Forever»   |          |          |           | 3:31     |  |
| 14.          | «Slave»                   | Gardener | Gardener | Gardener  | 3:50     |  |
| 15.          | «A Trip Down Ronnie Lane» |          |          |           | 3:37     |  |